# Tiburcio Gómez
Tiburcio Gómez fue un patriota Argentino que colaboró formando parte  de  los llamados  Treinta y Tres Orientales que inició el levantamiento en la Banda Oriental contra la ocupación brasileña.

## Biografía

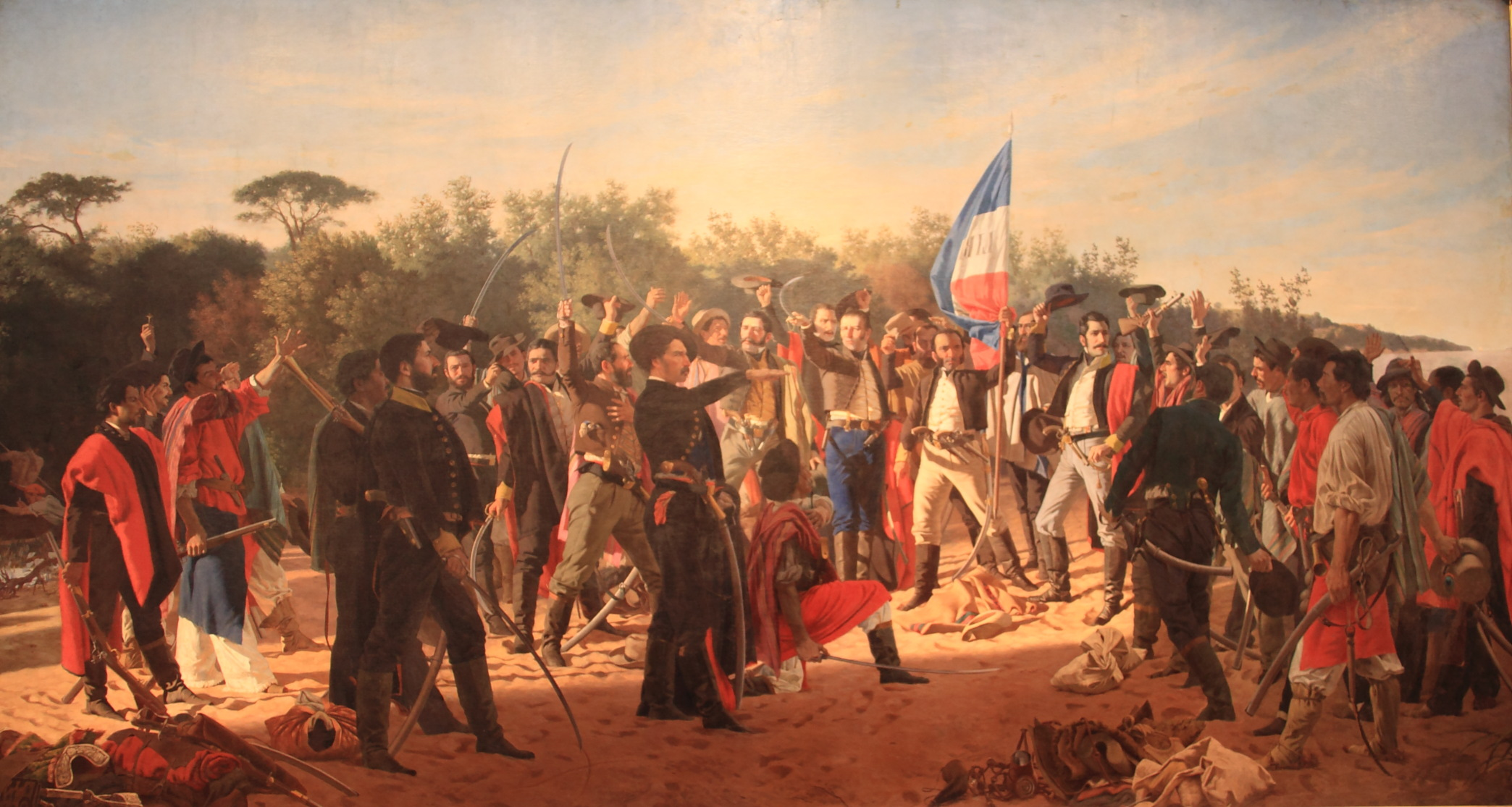
El Juramento de los Treinta y Tres Orientales, óleo de Juan Manuel Blanes.

Tiburcio Gómez nació en San Fernando, provincia de Buenos Aires en 1805.
Con otros ocho argentinos integró la pequeña división que al mando de Juan Antonio Lavalleja pasó a la Banda Oriental desde Buenos Aires para promover la rebelión contra el Imperio. Poco tiempo después del desembarco en la Agraciada fue incorporado al Regimiento de Dragones Libertadores, con el que luchó en la batalla de Sarandí el 12 de octubre de 1825
El 19 de julio de 1826 pasó al nuevo Regimiento Nº 9 de Caballería bajo las órdenes de Manuel Oribe, levantado sobre la base de dos escuadrones de los Dragones. Durante el sitio de Montevideo, cuando revistaba como sargento 1º cayó prisionero de las fuerzas brasileñas, permaneciendo detenido hasta el fin del conflicto en 1828. 
Tras recuperar la libertad gestionó y obtuvo el reconocimiento que acordaba la ley a los integrantes de la expedición. Dado de baja del ejército, regresó a la Argentina. En 1862 regresó a la República Oriental del Uruguay para solicitar a las autoridades militares una nueva certificación de haber integrado la Expedición de los Treinta y Tres Orientales, dado que había  extraviado los originales. 
Agregaba el testimonio de sus antiguos compañeros los entonces tenientes coroneles Atanasio Sierra y Ramón Ortiz y los alféreces Carmelo Colmán y Juan Acosta, su paisano. El 26 de setiembre de 1862 obtuvo la certificación solicitada. Permaneció en Montevideo viviendo en la pobreza en una casa de la calle Yerbal, con el auxilio de unos pocos amigos, entre ellos Luis Melián Lafinur. Falleció en Montevideo el 14 de agosto de 1892, a los 87 años de edad, el último de los 33 en morir. Para entonces gozaba de una reducida pensión que a su muerte le fue acordada a sus nietos.